# Eberhard Hopf
Eberhard Frederich Ferdinand Hopf (4 de abril de 1902 - 24 de julio de 1983) fue un matemático y astrónomo austriaco nacionalizado estadounidense, uno de los padres fundadores de la teoría ergódica y pionero de la teoría de la bifurcación, que también hizo contribuciones significativas en campos como las ecuaciones en derivadas parciales y las ecuaciones integrales, la fluidodinámica y la geometría diferencial. El principio del máximo de Hopf, publicado en 1927, fue uno de sus primeros resultados, y ha llegado a ser una de las técnicas más importantes en la teoría de las ecuaciones diferenciales parciales elípticas.

## Semblanza
Hopf nació en 1902 en Salzburgo, Imperio austrohúngaro, pero su carrera científica estuvo dividida entre Alemania y los Estados Unidos. Recibió su doctorado. en matemáticas en 1926 y su habilitación en astronomía matemática de la Universidad de Berlín en 1929.
En 1930 obtuvo una beca de la Fundación Rockefeller para estudiar mecánica clásica con Birkhoff en la Universidad de Harvard, en los Estados Unidos, aunque inicialmente se le asignó al observatorio astronómico de la universidad. Durante su estancia en América se dedicó al estudio de la topología y de la teoría ergódica, y publicó las ecuaciones de Wiener-Hopf en colaboración con Norbert Wiener del MIT.
En 1931, recomendado por Wiener, Hopf accedió a un puesto de profesor asistente en el Departamento de Matemáticas del MIT, donde permaneció hasta 1936, período en el que desarrolló gran parte de su trabajo sobre teoría ergódica. Como matemático, Hopf tenía la capacidad de hacer accesibles los temas más complejos para sus colegas e incluso para los no especialistas.
En 1936 regresó con su esposa Ilse a Alemania (que en ese momento, ya estaba gobernada por el partido nazi) para ser catedrático en la Universidad de Leipzig, donde realizó diversas investigaciones matemáticas relacionadas con la física, en campos como la mecánica cuántica. Un acontecimiento importante de este período fue la publicación del libro Ergodentheorie (1937), un texto de tan solo 81 páginas en el que hizo un resumen preciso y elegante de la teoría ergódica.
En 1942 fue reclutado para trabajar en el Instituto Aeronáutico Alemán, y en 1944, un año antes del final de la Segunda Guerra Mundial, fue designado profesor en la Universidad de Múnich. Ocupó este cargo hasta 1947, momento en el que regresó a Estados Unidos, donde presentó la solución definitiva al problema de Hurewicz. En 1949 obtuvo la ciudadanía estadounidense, y ese mismo año se incorporó como profesor a la Universidad de Indiana, cargo que ocupó hasta su jubilación en 1972.
En 1971 Hopf resultó nombrado profesor Gibbs de la American Mathematical Society. En 1981, recibió el Premio Leroy Steele de la Sociedad Estadounidense de Matemáticas por sus contribuciones fundamentales a la investigación.
Falleció en 1983 en Bloomington (Indiana), a los 81 años de edad.

## Publicaciones principales
- Hopf, E. (1927). «Elementare Bemerkungen über die Lösungen partieller Differentialgleichungen zweiter Ordnung vom elliptischen Typus». Sitzungsberichte der Preußischen Akademie der Wissenschaften, Physikalisch-Mathematische Klasse (en alemán): 147-152. JFM 53.0454.02.
- Hopf, Eberhard (1932). «Über den funktionalen, insbesondere den analytischen Charakter der Lösungen elliptischer Differentialgleichungen zweiter Ordnung».  Mathematische Zeitschrift (en alemán) 34: 194-233. JFM 57.0556.01. S2CID 120040877. Zbl 0002.34003. doi:10.1007/BF01180586.
- Hopf, Eberhard (1939). «Statistik der geodätischen Linien in Mannigfaltigkeiten negativer Krümmung». Berichte über die Verhandlungen der Sächsischen Akademie der Wissenschaften zu Leipzig. Mathematisch-Physische Klasse (en alemán) 91: 261-304. JFM 65.1413.02. MR 0001464. Zbl 0024.08003.
- Hopf, Eberhard (1943). «Abzweigung einer periodischen Lösung von einer stationären eines Differentialsystems». Berichte über die Verhandlungen der Sächsischen Akademie der Wissenschaften zu Leipzig. Mathematisch-Physische Klasse (en alemán) 95 (1): 3-22. MR 0039141. Zbl 0063.02065.
- Hopf, Eberhard (1948a). «A mathematical example displaying features of turbulence».  Communications on Pure and Applied Mathematics 1 (4): 303-322. MR 0030113. Zbl 0031.32901. doi:10.1002/cpa.3160010401.
- Hopf, Eberhard (1948b). «Closed surfaces without conjugate points». Proceedings of the National Academy of Sciences 34 (2): 47-51. Bibcode:1948PNAS...34...47H. MR 0023591. PMC 1062913. PMID 16588785. Zbl 0030.07901. doi:10.1073/pnas.34.2.47.
- Hopf, Eberhard (1950). «The partial differential equation ut + uux = μuxx».  Communications on Pure and Applied Mathematics 3 (3): 201-230. MR 0047234. Zbl 0039.10403. doi:10.1002/cpa.3160030302.
- Hopf, Eberhard (1951). «Über die Anfangswertaufgabe für die hydrodynamischen Grundgleichungen».  Mathematische Nachrichten (en alemán) 4 (1–6): 213-231. MR 0050423. Zbl 0042.10604. doi:10.1002/mana.3210040121.
- Hopf, Eberhard (1952a). «A remark on linear elliptic differential equations of second order».  Proceedings of the American Mathematical Society 3 (5): 791-793. MR 0050126. Zbl 0048.07802. doi:10.1090/S0002-9939-1952-0050126-X.
- Hopf, Eberhard (1952b). «Statistical hydromechanics and functional calculus». Journal of Rational Mechanics and Analysis 1 (1): 87-123. MR 0059119. Zbl 0049.41704. doi:10.1512/iumj.1952.1.51004.
- Hopf, Eberhard (1965). «Generalized solutions of non-linear equations of first order». Journal of Mathematics and Mechanics 14 (6): 951-973. JSTOR 24901315. MR 0182790. Zbl 0168.35101.

En 2002 se publicó una selección no exhaustiva de su trabajo:
- Morawetz, Cathleen S.; Serrin, James B.; Sinai, Yakov G., eds. (2002). Selected works of Eberhard Hopf with commentaries. Collected Works 17. Providence, RI: American Mathematical Society. ISBN 978-0-8218-2077-3. MR 1985954. S2CID 117548743. Zbl 1011.01017.